# Али ибн Кара Юлук Осман
Джалал ад-Дин Али ибн Кара Юлук Осман (ум. 1438) — пятый бей государства Ак-Коюнлу (1435—1438).

## Биография
Представитель племени Баяндур племенной конфедерации Ак-Коюнлу. Третий сын Кара Юлука Османа (1350—1435), бея Ак-Коюнлу. В юности женился на своей двоюродной сестре, дочери его дяди Пир-Али Баяндура.
В 1435 году после гибели отца в битве при Эрзеруме Али стал новым правителем государства Ак-Коюнлу, поскольку два старших брата в то время уже умерли. Впрочем, Али вынужден был бороться против своего другого брата Хамзы.
Война за отцовское наследство продолжалось в течение трех лет. Бей Али заключил союз с мамлюкским султаном Барсбою аль-Ашрафом Сайфуддином (1422—1438), но последний из-за внутренних неурядиц не смог вовремя предоставить помощь правителю Ак-Коюнлу. Поэтому али-бей потерпел поражение от Хамзы и потерял столицу Диярбакыр. Он бежал в Сирию, где получил военную помощь. Во время подготовки похода против Хамзы-бея Али внезапно скончался в 1438 году.

## Семья
Жена — Сара-хатун, дочь Пир-Али Баяндура.
Дети:
- Узун-Хасан (? — 1478)
- Джахангир-хан (? — 1453)
- Хусейн
- Джаханшах
- Увайс
- Искандер
- Ибрагим
- Хадиджа-бегум, жена Шейха Джунейда Сефевида.